# Trichoncus helveticus
Trichoncus helveticus là một loài nhện trong họ Linyphiidae.
Loài này thuộc chi Trichoncus. Trichoncus helveticus được J. Denis miêu tả năm 1965.